# キーウ河川港

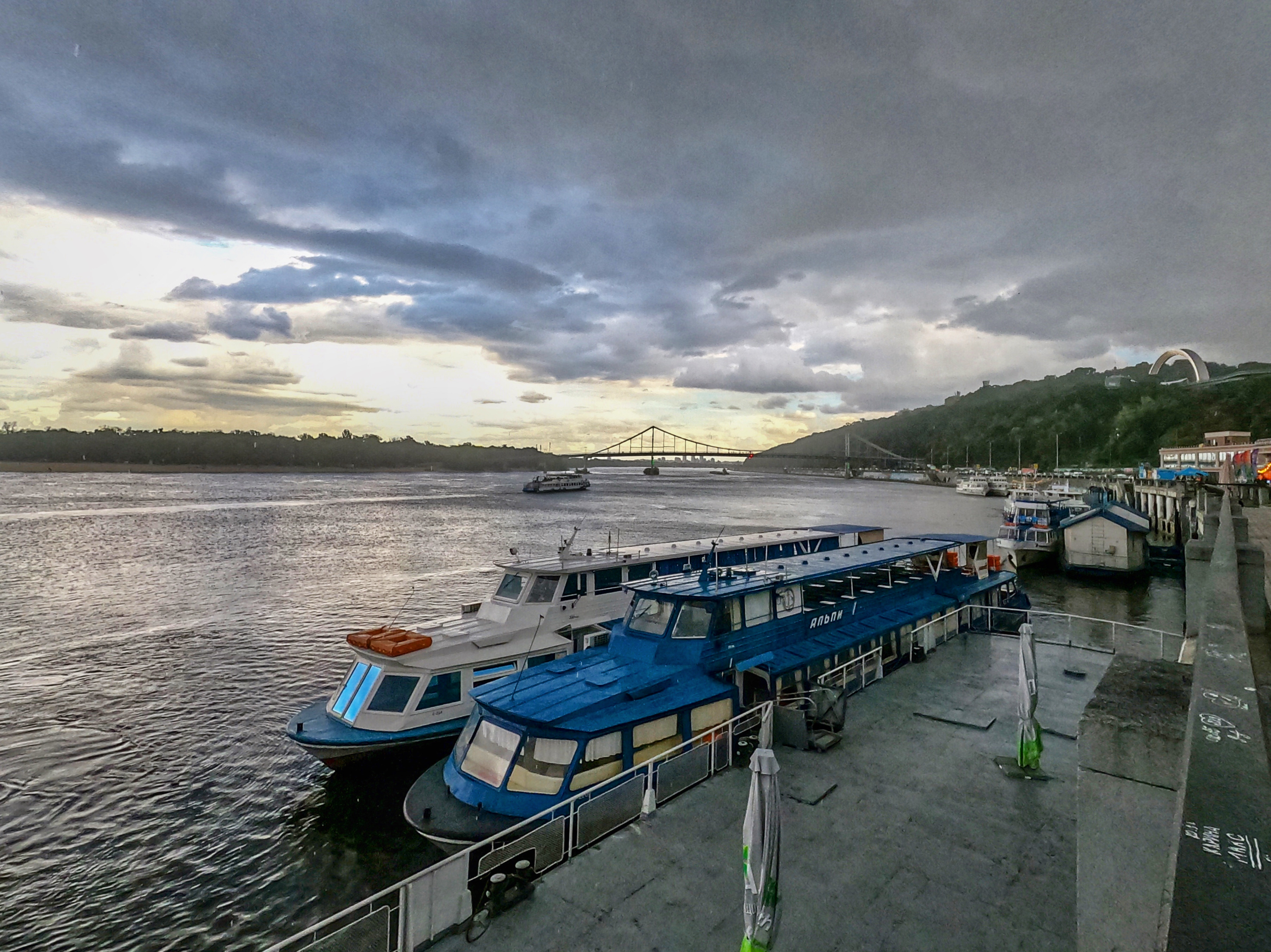
キーウ河川港

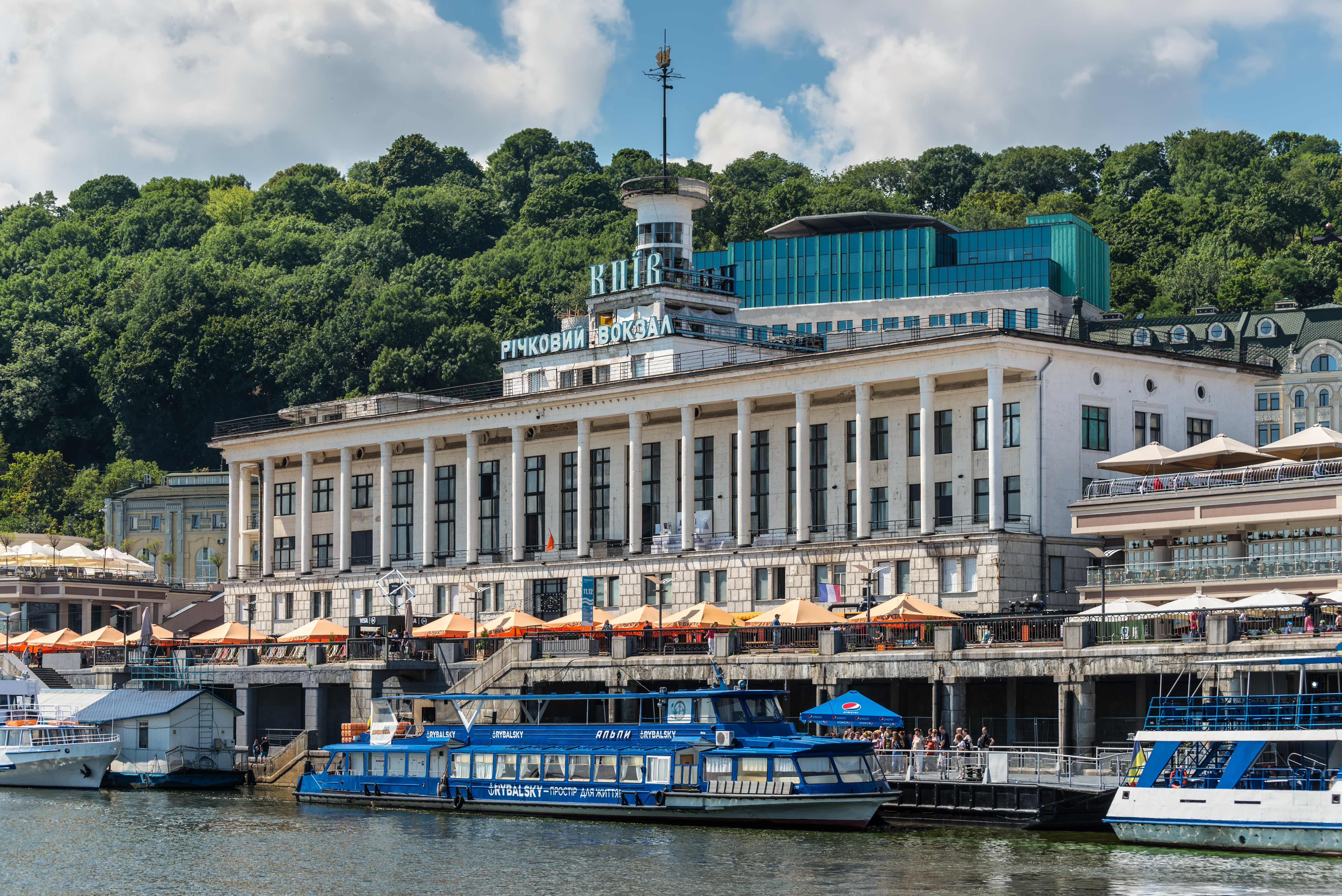
フェリーターミナル

キーウ河川港（キーウかせんこう、ウクライナ語:Київський Річковий Вокзал）またはキエフ河川港は、ウクライナの首都キーウにある船着場。ドニエプル川右岸のポジール区にある。

## 概要
キーウの下町と呼ばれるポジール区は、かつて交易の中心地であった。ドニエプル川沿岸に点在する他の河川港や黒海、地中海沿岸の港と結ばれていた。特にコンスタンティノープル（イスタンブール）とは宗教的なつながりがあり、重要であった。19世紀、ドニエプル川に蒸気船が登場すると、浅瀬に沿って埠頭がつくられた。1953年から1961年にかけて、フェリーターミナル(Річковий Вокзал)が建設された。設計はV・ゴルカロ(В. Горкало)とV・ラードヌィイ(В. Ладный)で、建物の上部はは蒸気船のマストを模した形状をしている。
河川港からはドニエプル川の遊覧船も発着しており、ペチェールシク大修道院などを河川側から眺めることができる。この遊覧船には定まった時刻表というものはなく、乗客が集まり次第出航するという方式を採っている。そのため、休日など市民で賑わう時期はよいものの、平日など乗客の集まらない日や時期には遊覧には余計に時間がかかることになる。
近隣の交通手段としては、キーウ地下鉄2号線(オボロンスコ・テレムキフスィカ線)の郵便局広場駅(Поштова площа)があり、船着場の前を走るナベレージュネ街道にはキーウ市電やバスが運行している。キーウ鋼索鉄道(ケーブルカー)乗り場も近い。
また、近くには大祖国戦争におけるドニエプル川の戦いの記念碑も建てられている。